# Мох Сідонський
Мох, Мох Сідонський, Махол (фінік. , дав.-гр. Μωχός) — фінікійський філософ початку I тисячоліття до н. е.
Точний час життя Моха невідомий, грецькі автори зазвичай визначають його «добою Троянської війни», але це швидше за все є лише синонімом «далекої давнини». Беззаперечним є лише визнання Моха найстаршим з фінікійських мудреців — Діоген Лаертський називає його протофілософом, поруч из легендарним Атлантом
Мох був також астрономом і істориком, але найбільше відомий як «фісіолог», тобто дослідник природи речей. Мох вважав, що подібно до мови, яка складається з літер, і світ складається з неподільних часток, ставши «батьком» атомістичної теорії, згодом запозиченої в різних інтерпретаціях Піфагором і Демокритом. Мох також сформулював власну концепцію створення світу, згідно з якою «першостихіями» були Ефір і Повітря.
Ісаак де Казобон, Роберт Бойль, Ісаак Ньютон ототожнювали Моха з Мойсеєм, що сучасним історикам видається очевидним анахронізмом. Стародавнім євреям сідонській філософ був відомий під ім'ям Махол.
Мох був засновником філософської школи — першої у тогочасному світі, до якої належали також згадані у Біблії Халкол і Дарда. З представниками школи Моха, за свідченням Ямвліха, спілкувався й Піфагор.
Моха згадують також Татіан, Євсевій Кесарійський і Суда (остання називає його Охом).